# Marten Soolmans en Oopjen Coppit
De huwelijksportretten van Marten Soolmans en Oopjen Coppit zijn in afmeting de grootste portretten door de Hollandse kunstschilder Rembrandt van Rijn geschilderd. Ze meten elk 207,5 × 132 cm en dateren uit 1634. De portretten ten voeten uit zijn pendanten van elkaar.

## Achtergrond van de geportretteerden

### Marten
Marten Soolmans (1613-1641) werd op 18 maart 1613 gedoopt in de gereformeerde Nieuwe Kerk in Amsterdam en was zoon uit het tweede huwelijk van Jan Soolmans (1560-1626), een voor het Beleg uit Antwerpen gevluchte protestant, en Wilhelmina Salen (vóór 1575 -1644/1647), weduwe van een Antwerpse immigrant.
Martens vader behoorde tot een van de vele Vlaamse migrantenfamilies die, naast de verdreven Sefardische Joden en de gevluchte Franse hugenoten, een belangrijk aandeel hadden in Hollands Gouden Eeuw.
Hij was handelaar in peper en eigenaar en oprichter van suikerraffinaderij 't Vagevuur aan de Nieuwezijds Achterburgwal in Amsterdam. De te verwerken suikerriet werd door de West-Indische Compagnie uit Noord-Oost Brazilië aangevoerd. Het raffineren van suiker en het verwerken van tabak was, in Nederland in de 17e eeuw, een geheel nieuwe industrie.
Jan Soolmans was puissant rijk, maar had een nogal opvliegend karakter: hij werd meer dan tachtig keer door de kerkenraad ter verantwoording geroepen wegens schelden, vechten en huiselijk geweld, ook tegen Martens moeder.
Toen Marten 2 of 3 jaar oud was stierf zijn halfzus, uit het eerste huwelijk van zijn vader, Sara (1591-ca.1616).
Toen Marten 13 jaar oud was overleed zijn vader.
Marten overleed zelf in Naarden op 28 jarige leeftijd en werd op 14 augustus 1641 in het familiegraf in de Oude Kerk in Amsterdam bijgezet.

### Oopjen
Oopjen Coppit, geboren in 1611, was telg uit een oud en vermogend regentengeslacht dat fortuin had gemaakt met handel in graan en buskruit. Oopjen kreeg 35.000 gulden mee als bruidsschat.

#### Huwelijk
Op 9 juni 1633 zijn ze in ondertrouw gegaan en op 28 juni 1633 huwden Marten (toen 20) en Oopjen (22). Marten woonde toen nog op het Leidse Rapenburg, maar brak zijn studie af. Ze hebben zich vervolgens door Rembrandt in 1634 laten portretteren. Volgens Taco Dibbits, directeur van het Rijksmuseum, betrof het een huwelijk uit liefde gezien het grote verschil in familieachtergrond. Deze schilderijen zijn Rembrandts enige portretten waarbij de afgebeelden levensgroot, staand en ten voeten uit zijn afgebeeld (een stijl die voorbehouden was aan de hoogste Europese adel). Soolmans betaalde voor de twee schilderijen 500 gulden.
De reden om voor de portretschilder Rembrandt te kiezen is niet bekend. Het is mogelijk dat Rembrandt en Marten, die van 1628 tot 1631 in Leiden rechten studeerde, elkaar kenden; of misschien omdat Soolmans te Amsterdam woonde in de Nieuwe Hoogstraat (vlak bij het huidige Trippenhuis), niet ver van de Jodenbreestraat, waar Rembrandt woonde in het huis van zijn zakenpartner, de kunsthandelaar Hendrick van Uylenburgh.
In februari 2023 werden in het Leids notarieel archief de testamenten van het echtpaar, opgesteld in april 1634, gevonden. Ze bepaalden daarin, dat de langstlevende van hen zou zorg dragen voor de voeding en de opvoeding van eventuele kinderen.
Het echtpaar Soolmans kreeg 3 kinderen: Henrick (1634-1635), die overlijdt voordat hij 1 jaar oud is, Jan (1636-1691) en Cornelija (1637-vóór 1689), waarvan verder niets bekend is. Jan schrijft 7 kluchten en komedies.

#### Weduwe
In 1646 verkocht Oopjen, die toen al weduwe was, 3 huizen met erf in de (destijds) Lavendelstraat (nu: Eerste Rozendwarsstraat) in de Jordaan.

#### Tweede huwelijk
Tussen 1646 en 1650 hertrouwde Oopjen met kapitein Marten Pietersz. Da(e)ij, tot 1641 actief in Nederlands-Brazilië en woonachtig in Maartensdijk., (geboren in 1604 in Breda en overleden in 1659 in Amsterdam
). In 1650 was hij betrokken bij de verdediging van Amsterdam. Oopjen deed de administratie van haar man, die een regiment waardgelders in Naarden aanvoerde en moest onderhouden. In 1651 werd hun zoon Henderick gedoopt.
In 1660 hingen de beide portretten in de voorkamer van haar huis op het Singel. Oopjen bezat nog een schilderij van Rembrandt waarop de Heilige familie was afgebeeld.
In 1674 woonde Oopjen met haar zoon Jan op de Herengracht. Later verhuisde zij naar Alkmaar, waar haar zoon Hendrik woont. Zij overleed in Alkmaar in november 1689 en werd (in graf 25 op het koor) in de Grote Kerk aldaar begraven. De erfgenamen van Oopjen Coppit waren Jan Soolmans en Hendrik Daey.

## Voorstelling

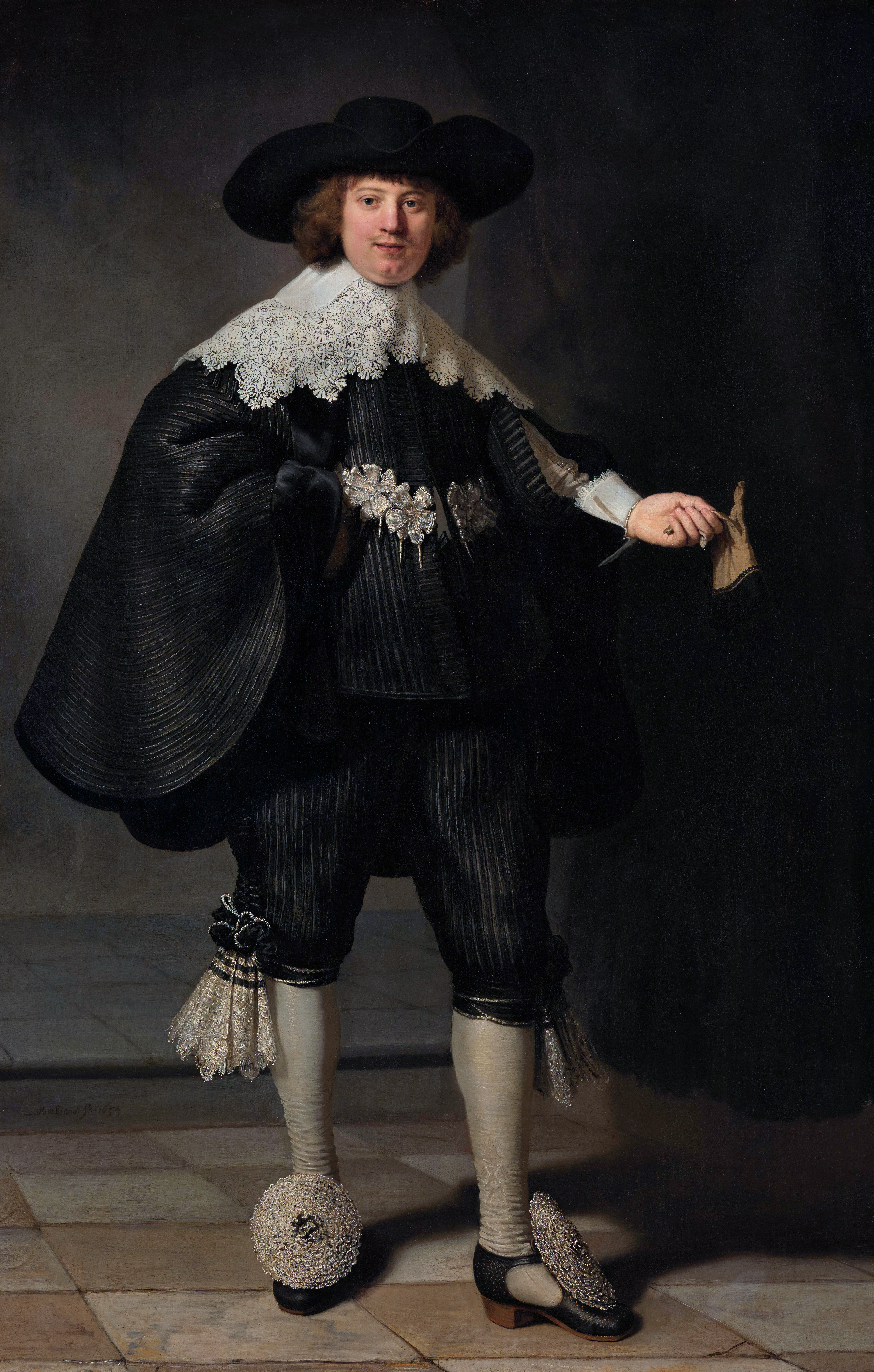
Alleen het portret van Marten Soolmans is gedateerd en gesigneerd.

Oopjen Coppit

### Iconografie
Beide geportretteerden worden ten voeten uit getoond en zijn opgevat als pendanten: Marten links en Oopjen rechts. Rembrandt schilderde de beide portretten zo levensecht mogelijk door de aanwending van het lijnperspectief (bijvoorbeeld in de tegelvloer) en het clair-obscur, waarbij het licht steevast van links komt, de gebruikelijke richting van lichtinval bij portretten in het Holland van de zeventiende eeuw. Het was de gewoonte dat als een echtpaar zich apart liet schilderen, dat de werken tegenhangers van elkaar waren. De afbeelding van de man kwam vrijwel altijd links te hangen en die van de vrouw rechts ernaast. Het licht op het schilderij met de man, net zoals hier, viel normaal gesproken op slechts een deel van zijn gelaat. Doordat het andere deel dan in de schaduw viel, kon de schilder het mannenhoofd meer plasticiteit geven. Het hoofd van de vrouw ving meestal het licht van voren, de reden waarom het schilderij met de man vaak aantrekkelijker oogt.
Oopjen is afgebeeld met een waaier van zwarte veren, rozetten, parels en een ring vol diamanten aan een ketting om haar hals. Zij heeft een kanten kraag en ook brede kanten manchetten. Haar witte huid steekt af tegen haar zwarte sluier. Marten draagt een kostbaar zwart satijnen pak, een kanten kraag en manchetten en enorme witte rozetten op zijn schoenen. In de werken is een suggestie van beweging: Oopjen daalt van een trapje af en tilt haar jurk op om niet te struikelen, Marten geeft haar de handschoen, symbool van het huwelijk. Bij nauwkeurig onderzoek is gebleken dat Rembrandt de portretten helemaal zelf heeft geschilderd, met inbegrip van de achtergrond en de kleding, die hij anders vaak aan medewerkers overliet.
In 1875 zag de schilder Eugene Fromentin de schilderijen in Amsterdam. Hij beschreef het paar, zonder hun identiteit te kennen, als volgt: "Het is geen vorst, nauwelijks een groot heer; het is een jonkman van goede geboorte, welopgevoed, zwierig. De vrouw is tenger, blank en rijzig. Haar mooi, enigszins voorover neigend kopje kijkt u met rustige ogen aan en haar onbestemde gelaatskleur ontleent een levendige glans aan de gloed van haar haren, die naar het rossige zwemen. Een geringe verzwaring van de taille, zeer kies aangeduid onder het wijde kleed, geeft haar het uiterlijk van een hoogst achtenswaardige jonge matrone. Haar rechterhand houdt een waaier van zwarte veren met gouden kettinkje; de andere, die neerhangt, is volkomen blank, tenger, rank, van uitgelezen ras."

### Indicaties van welstand
Zowel de schaal van de portretten als de detaillering wijst op luxe en overvloed, aldus kunsthistoricus Gary Schwartz. Zo staat het echtpaar op een vloer van marmer, wat toen in Nederland zeldzaam was. Het is de enige marmeren vloer bij Rembrandt.
Kunsthistorica Irene Groeneweg wijst op de overeenkomst in de kleding van Oopjen en die van prinses van Oranje Amalia van Solms op het portret dat Rembrandt in 1632 van haar maakte. Het hof was de bron van de mode. Oopjen draagt een zwarte, geknopte zijden zomerjapon met een parelketting met een pendant en een hoog taillelint met een rozet over het kleed. Zij heeft een modieus kroezend kapsel en draagt een waaier. Een zwarte sluier beschermt het hoofd tegen het zonlicht. Een schoonheidsvlekje of mouche op haar linkerslaap doet haar blanke huid beter uitkomen. Ook Marten is weelderig uitgedost: onder de platte kraag een geribd zijden pak versierd met linten en rozetten en weelderige kousenbanden met grote kanten rozen op de schoenen.

## Eigenaars na overlijden van Oopjen Coppit

### Van 1689 tot 2015
Na het overlijden van Oopjen in Alkmaar in 1689 kwamen de portretten in het bezit van de familie Daey. Aanvankelijk stonden de twee portretten bekend als Maerten Daey en zijn eerste echtgenote Machteld van Doorn. Deze verwarring is te verklaren doordat Oopjen na de dood van Marten hertrouwde met kapitein Maerten Daey. Door de statige poses van de geportretteerden werden zij halverwege de negentiende eeuw verkeerdelijk aangezien als de graaf en gravin van Egmond. Pas in 1956 ontdekte Isabella Henriette van Eeghen hun ware identiteit. In 1798 werden de beide schilderijen verkocht door de erven van de overleden Hendrik Daey. Ze werden door R.M. Pruyssenaar en Adriaan Daey gekocht voor 4.000 gulden. Een jaar later kocht Pieter van Winter de werken voor 12.000 gulden. Diens dochter Anna Louisa Agatha van Winter (1793-1877), getrouwd met jhr. Willem van Loon (1794-1847), erfde onder andere deze portretten die vervolgens door haar erfgenamen in 1877, samen met 67 andere werken, werden verkocht aan baron Gustave de Rothschild (1829-1911). De verkoop en het vertrek uit Nederland van deze topstukken leidde tot debat.
De werken zijn na hun verhuizing naar Frankrijk zelden in het openbaar te zien geweest. Bij de Rembrandttentoonstelling van 1956 zijn ze vijf maanden lang in Amsterdam en Rotterdam getoond.

### Vanaf 2015
In de lente van 2014 besloot de familie Rothschild de pendanten te verkopen. In 2015 werd bekend dat Eric de Rothschild voor de twee schilderijen een exportvergunning had aangevraagd. De twee schilderijen werden in dat jaar voor 160 miljoen euro aangekocht met steun van zowel de Nederlandse als Franse staat, met de bedoeling ze afwisselend in het Rijksmuseum Amsterdam en het Louvre tentoon te stellen. Het portret van Coppit is eigendom van Frankrijk (met steun van de Banque de France), dat van Soolmans van de Nederlandse staat. De werken zouden vooraf door het Amsterdamse Rijksmuseum worden gerestaureerd. De aankoop en het restauratievoornemen werden bekendgemaakt op 1 februari 2015, nadat er eerder commotie was ontstaan over de slechte staat van de werken.
Op 1 februari 2016 sloten de Franse en Nederlandse regering een verdrag. Daarin werd onder meer bepaald dat het paar nooit gescheiden zou worden, nooit zou worden uitgeleend aan andere museale instellingen, en afwisselend in het Louvre en het Rijksmuseum te zien zou zijn (eerst voor een afwisselende periode van vijf, daarna van acht jaar). De schilderijen hingen vanaf 10 maart 2016 in het Louvre, waar ze vanaf 11 maart voor het publiek te zien waren. Eind juni 2016 verhuisden ze naar het Amsterdamse Rijksmuseum en werden opgehangen in de Nachtwachtzaal. Het schilderij De magere compagnie van Frans Hals en Pieter Codde moest hiervoor wijken.

## Restauratie
Beide doeken werden in 2017-2018 gerestaureerd in het Rijksmuseum. Het schilderij met Marten werd al eens in 1952 in de VS gerestaureerd en dat van Oopjen in 1956 in het Rijksmuseum. Bij de restauratie in 2017-2018 bleek bij onderzoek met macro-röntgenfluorescentie dat Rembrandt in eerste instantie de portretten voor een deur had gesitueerd. Later verving hij die achtergrond door een zwart gordijn. Verder bleek dat de vernislagen vergeeld waren door rookschade, die werden daarop ververst. De verflaag zelf hoefde niet bijgewerkt te worden. Er diende wel wat afgeschraapt te worden van de overvloedige waslaag, waarmee in 1956 steundoeken waren bevestigd aan de achterkanten.
De gerestaureerde schilderijen waren voor het eerst te zien op de tentoonstelling High Society in het Rijksmuseum (8 maart tot en met 3 juni 2018).
Adriaantje Hollaer · Ahasveros en Haman aan het feestmaal van Esther · De anatomische les van Dr. Deijman · De anatomische les van Dr. Nicolaes Tulp · Andromeda aan de rots geketend · Aristoteles bij de buste van Homerus · Artemisia · Badende vrouw · Bathseba met de brief van koning David · De blindmaking van Simson · De brillenverkoper · Buitenlandse admiraal · Christus in de storm op het meer van Galilea · Christus met een staf · Danaë · David en Uria · De doop van de kamerling · Het feestmaal van Belsazar · Flora · Gelijkenis van de rijke dwaas · Historiestuk · Jacob zegent de zonen van Jozef · Jeremia treurend over de verwoesting van Jeruzalem · Het Joodse bruidje · De maaltijd in Emmaüs · Marten Soolmans en Oopjen Coppit · Mozes en de tafelen der wet · De Nachtwacht · Het offer van Abraham (1635) · Pallas Athene · Portret van een man met handschoenen in de hand · Portret van een man · Portret van Amalia van Solms · Portret van Baertje Martens · Portret van Herman Doomer · Portret van Jan Six · Portret van Johannes Wtenbogaert · Portret van Maurits Huygens · De samenzwering van de Bataven onder Claudius Civilis · De schilder in zijn atelier · De Staalmeesters · De steniging van de Heilige Stefanus · Terugkeer van de verloren zoon · Titus aan de lezenaar · Titus als monnik · De Vaandeldrager · De verloochening van Petrus · De verloren zoon in een herberg · Het vertrek van de Sunammitische vrouw · De vlucht naar Egypte · De vlucht naar Egypte · Zelfportret op jeugdige leeftijd (ca. 1628) · Zelfportret met twee cirkels · Zelfportret als de apostel Paulus